# Kristina Schmidt (Juristin)
Kristina Schmidt (* 26. August 1968 in Oschatz) ist eine deutsche Juristin und Vorsitzende Richterin am Bundesarbeitsgericht. Sie ist dort die erste Richterin mit ausschließlich ostdeutscher Biografie.

## Ausbildung
Kristina Schmidt arbeitete nach dem Abitur 1987 zunächst als Verkäuferin in einem Lebensmittelgeschäft und später als Schreibkraft am damaligen Kreisgericht Oschatz. An der Abendschule erwarb sie den Abschluss als Fachverkäuferin, bevor sie an der Humboldt-Universität zu Berlin ab 1989 Rechtswissenschaften studierte und 1993 das Erste Juristische Staatsexamen ablegte. Es folgte das Rechtsreferendariat in Sachsen. 1996 bestand Kristina Schmidt in Dresden das Zweite Juristische Staatsexamen.

## Beruflicher Werdegang
Nach Abschluss ihrer juristischen Ausbildung war Kristina Schmidt zunächst als wissenschaftliche Mitarbeiterin an der Martin-Luther-Universität Halle/Wittenberg tätig, bevor sie noch im selben Jahr in den Dienst der Arbeitsgerichtsbarkeit des Landes Brandenburg trat. Dort arbeitete sie zunächst als Richterin am Arbeitsgericht Frankfurt/Oder. Von 2001 bis 2003 war sie als wissenschaftliche Mitarbeiterin an das Bundesarbeitsgericht, von 2004 bis 2005 als wissenschaftliche Mitarbeiterin an das Verfassungsgericht des Landes Brandenburg abgeordnet. 2005 wurde Kristina Schmidt zur ständigen Vertreterin der Direktorin des Arbeitsgerichts Frankfurt/Oder ernannt.
Es folgte ab 2006 eine Tätigkeit als Vorsitzende Richterin am Landesarbeitsgericht Berlin-Brandenburg.
Im Juli 2009 wurde sie zur Richterin am Bundesarbeitsgericht ernannt. Im November 2021 übernahm sie den Vorsitz des Siebten Senats. Sie ist die erste Richterin am BAG mit ausschließlich ostdeutscher Biografie.
Kristina Schmidt wurde am 22. Januar 2009 auf Vorschlag der SPD-Fraktion vom brandenburgischen Landtag für eine zehnjährige Amtszeit zur Richterin an das Verfassungsgericht des Landes Brandenburg gewählt und am 23. Juli 2009 ernannt. Im Vorfeld der Wahl hatte sich zunächst der Hauptausschuss des Brandenburgischen Landtags nicht auf Kandidaten einigen können, sodass keine Vorschläge möglich waren. Der Ausschussvorsitzende Günter Baaske (SPD) teilte mit, dies sei auf die „Behinderungspolitik“ der DVU zurückzuführen gewesen.

## Veröffentlichungen (Auswahl)
- Wolfhard Kohte, Kristina Schmidt: Konfliktkommissionen in der DDR. Historische Erfahrungen als Impulse für aktuelle Diskussionen? In: Zeitschrift für Rechtssoziologie, Band 17/2 (1996), S. 259–285
- Ullrich Faber, Kerstin Feldhoff, Katja Nebe, Kristina Schmidt, Ursula Waßer (Hrsg.): Gesellschaftliche Bewegungen – Recht unter Beobachtung und in Aktion. Festschrift für Wolfhard Kohte. Nomos Verlag 2016, ISBN 978-3-8487-2775-9
- Mitautorin von Wolfdieter Küttner: Personalbuch 2021. 28. Auflage. C. H. Beck Verlag, München 2021, ISBN 978-3-406-76383-0